# Мельниківська сільська рада (Чорнобаївський район)
Мельниківська сільська́ ра́да — адміністративно-територіальна одиниця та орган місцевого самоврядування в Чорнобаївському районі Черкаської області. Адміністративний центр — село Мельники.

## Загальні відомості
- Населення ради: 2 120 осіб (станом на 2001 рік)

## Населені пункти
Сільській раді підпорядковані населені пункти:
- с. Мельники
- с. Воронинці
- с. Червонохижинці

## Склад ради
Рада складалася з 16 депутатів та голови.
- Голова ради: Компанієць Світлана Сергіївна
- Секретар ради: Колісник Надія Миколаївна

### Керівний склад попередніх скликань
| Прізвище, ім'я, по батькові   | Основні відомості                                                         | Дата обрання | Дата звільнення |
| ----------------------------- | ------------------------------------------------------------------------- | ------------ | --------------- |
| Любченко Антоніна Василівна   | Сільський голова, 1958 року народження                                    | 26.03.2006   | 31.10.2010      |
| Компанієць Світлана Сергіївна | Сільський голова, 1979 року народження, освіта вища, член Партії регіонів | 31.10.2010   |                 |

Примітка: таблиця складена за даними сайту Верховної Ради України

### Депутати
За результатами місцевих виборів 2010 року депутатами ради стали:

#### За суб'єктами висування
| Суб'єкт висування            | Кількість обраних депутатів | %    |
| ---------------------------- | --------------------------- | ---- |
| Самовисування                | 10                          | 62,5 |
| Партія регіонів              | 4                           | 25   |
| Соціалістична партія України | 1                           | 6,3  |
| Українська Народна Партія    | 1                           | 6,3  |

#### За округами
| № округу                     | Прізвище, ім'я, по батькові    | Дата визнання обраним | Освіта             | Партійна приналежність             | Відомості про обраного депутата                                |
| ---------------------------- | ------------------------------ | --------------------- | ------------------ | ---------------------------------- | -------------------------------------------------------------- |
| Партія регіонів              |                                |                       |                    |                                    |                                                                |
| 3                            | Дудура Світлана Василівна      | 05.11.2010            | вища               | член Партії регіонів               | Мельниківська сільська рада, секретар                          |
| 8                            | Фесенко Олександр Васильович   | 05.11.2010            | середня спеціальна | член Партії регіонів               | приватний підприємець                                          |
| 9                            | Мазурьонок Борис Олександрович | 05.11.2010            | середня            | член Партії регіонів               | СТОВ «Мельниківська нива», інженер-механік зерноочисних машин  |
| 13                           | Лисенко Галина Іванівна        | 05.11.2010            | середня спеціальна | член Партії регіонів               | приватний підприємець                                          |
| Соціалістична партія України |                                |                       |                    |                                    |                                                                |
| 10                           | Лупій Роман Іванович           | 05.11.2010            | середня спеціальна | член Соціалістичної партії України | Приватне підприємство «Євлана», охоронець                      |
| Українська Народна Партія    |                                |                       |                    |                                    |                                                                |
| 6                            | Гавриш Микола Савович          | 05.11.2010            | середня            | член Української Народної Партії   | СТОВ «Мельниківська нива», водій                               |
| Самовисування                |                                |                       |                    |                                    |                                                                |
| 1                            | Іващенко Микола Іванович       | 05.11.2010            | середня спеціальна | позапартійний                      | СТОВ «Мельниківська нива», інженер по МТФ                      |
| 2                            | Неділько Микола Володимирович  | 05.11.2010            | середня            | позапартійний                      | пенсіонер                                                      |
| 4                            | Пацьора Віталій Миколайович    | 05.11.2010            | вища               | позапартійний                      | Приватне підприємство «Євлана», начальник охорони              |
| 5                            | Колісник Надія Миколаївна      | 05.11.2010            | середня спеціальна | позапартійна                       | Мельниківська сільська рада, начальник ВОС                     |
| 7                            | Бут Євген Васильович           | 05.11.2010            | вища               | позапартійний                      | СТОВ «Мельниківська нива», завідувач машинно-тракторним парком |
| 11                           | Кравченко Лариса Олександрівна | 05.11.2010            | середня спеціальна | позапартійна                       | Мельниківський НВК, медсестра                                  |
| 12                           | Залозний Михайло Олександрович | 05.11.2010            | вища               | позапартійний                      | тимчасово не працює                                            |
| 14                           | Керевіченє Інна Петрівна       | 05.11.2010            | середня спеціальна | позапартійна                       | Мельниківський НВК, педагог-організатор                        |
| 15                           | Білоус Ольга Іванівна          | 05.11.2010            | вища               | позапартійна                       | Мельниківський НВК, вчитель                                    |
| 16                           | Озеран Любов Панасівна         | 05.11.2010            | середня спеціальна | позапартійна                       | Червонохижинський ФП, фельдшер                                 |

## Природно-заповідний фонд
На землях сільради розташовано ботанічний заказник місцевого значення Червонохиженський.